# Prêmio Pittcon Heritage
O Prêmio Pittcon Heritage (em inglês:  Pittcon Heritage Award) reconhece "indivíduos excepcionais cujas carreiras empresariais moldaram a instrumentação e os laboratórios de materiais comunitários." O prêmio é patrocinado conjuntamente pelo Pittsburgh Conference on Analytical Chemistry and Applied Spectroscopy (Pittcon) e a Chemical Heritage Foundation (CHF). O prêmio é concedido anualmente em uma cerimônia durante a Pittcon.

## Recipientes
O prêmio é concedido anualmente e foi apresentado a primeira vez em 2002.
- 2002 David Nelson, Nelson Analytical Systems, Estados Unidos[3][4]
- 2003 Kathryn Hach-Darrow, Hach Company, Estados Unidos[5]
- 2004 Paul A. Wilks, Jr., Wilks Enterprises, Estados Unidos[6][7]
- 2005 Robert W. Allington, Instrumentation Specialties Co. (Teledyne ISCO), Estados Unidos[8][9]
- 2006 Masao Horiba, Horiba, Japão[10]
- 2007 David Schwartz, Bio-Rad Laboratories, Estados Unidos[11]
- 2008 Leroy Hood, Institute for Systems Biology, Estados Unidos[12]
- 2009 Alfred Bader, Aldrich Chemical Company (Sigma-Aldrich Corporation), Estados Unidos[13]
- 2010 Walter Jennings, Universidade da Califórnia em Davis, J&W Scientific, Estados Unidos[14][15]
- 2011 George Nicholas Hatsopoulos, John Hatsopoulos e Arvin Smith, Thermo Electron, Estados Unidos[16][17]
- 2012 Genzo Shimadzu, Sr. e Genzo Shimadzu, Jr., Shimadzu Corp., Japão[18][19]
- 2013 Günther Laukien, Bruker Physik AG, Germany; (Bruker Corporation), Estados Unidos[20]
- 2014 Lynwood W. Swanson,  FEI Company, Estados Unidos[21][22]
- 2015 A. Blaine Bowman, Dionex (later acquired by Thermo Fisher Scientific)[23][24]
- 2016 Kenji Kazato e Kazuo Ito[25]

### Galeria de fotos

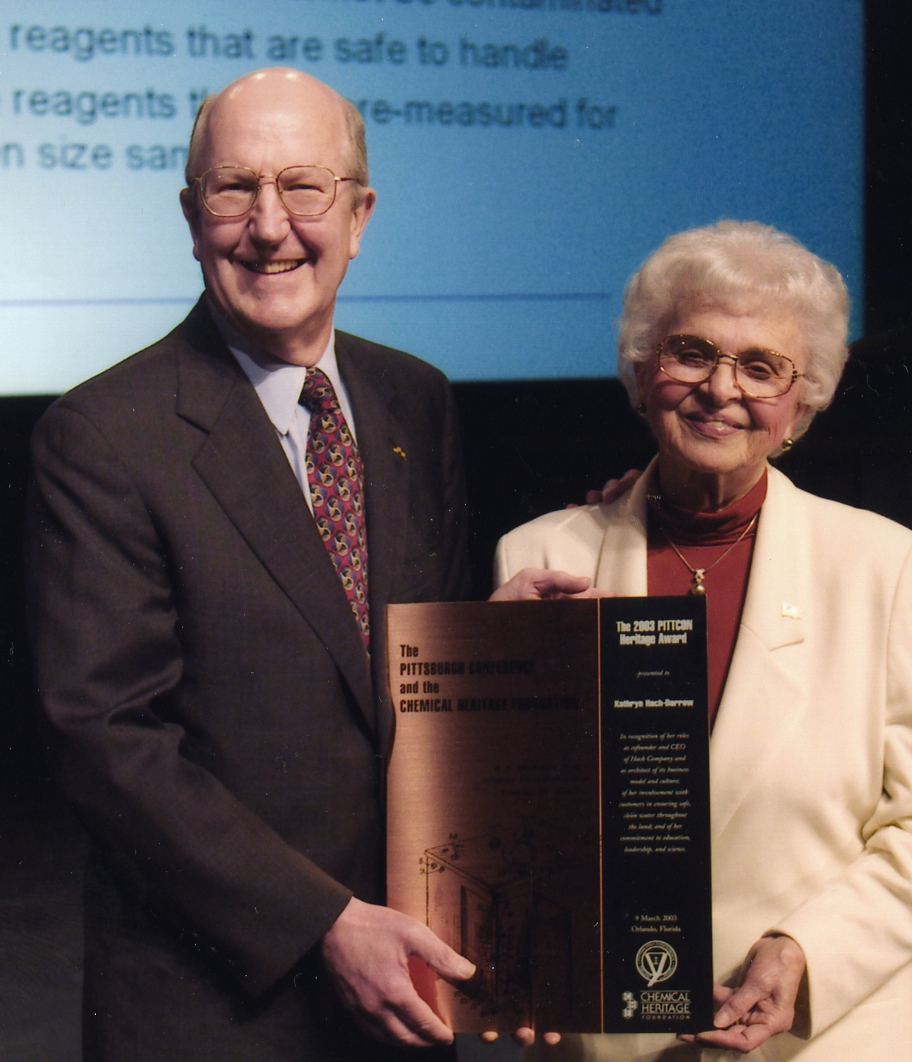
Kitty Hach-Darrow, 2003
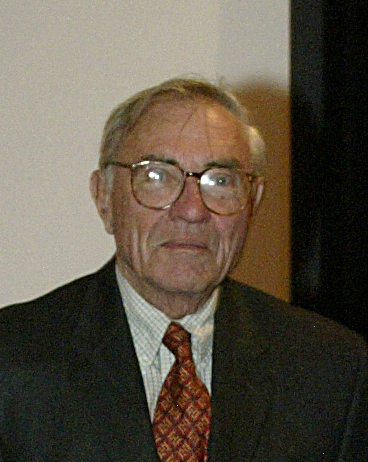
Paul A. Wilks, 2004 (foto tirada em 2005)
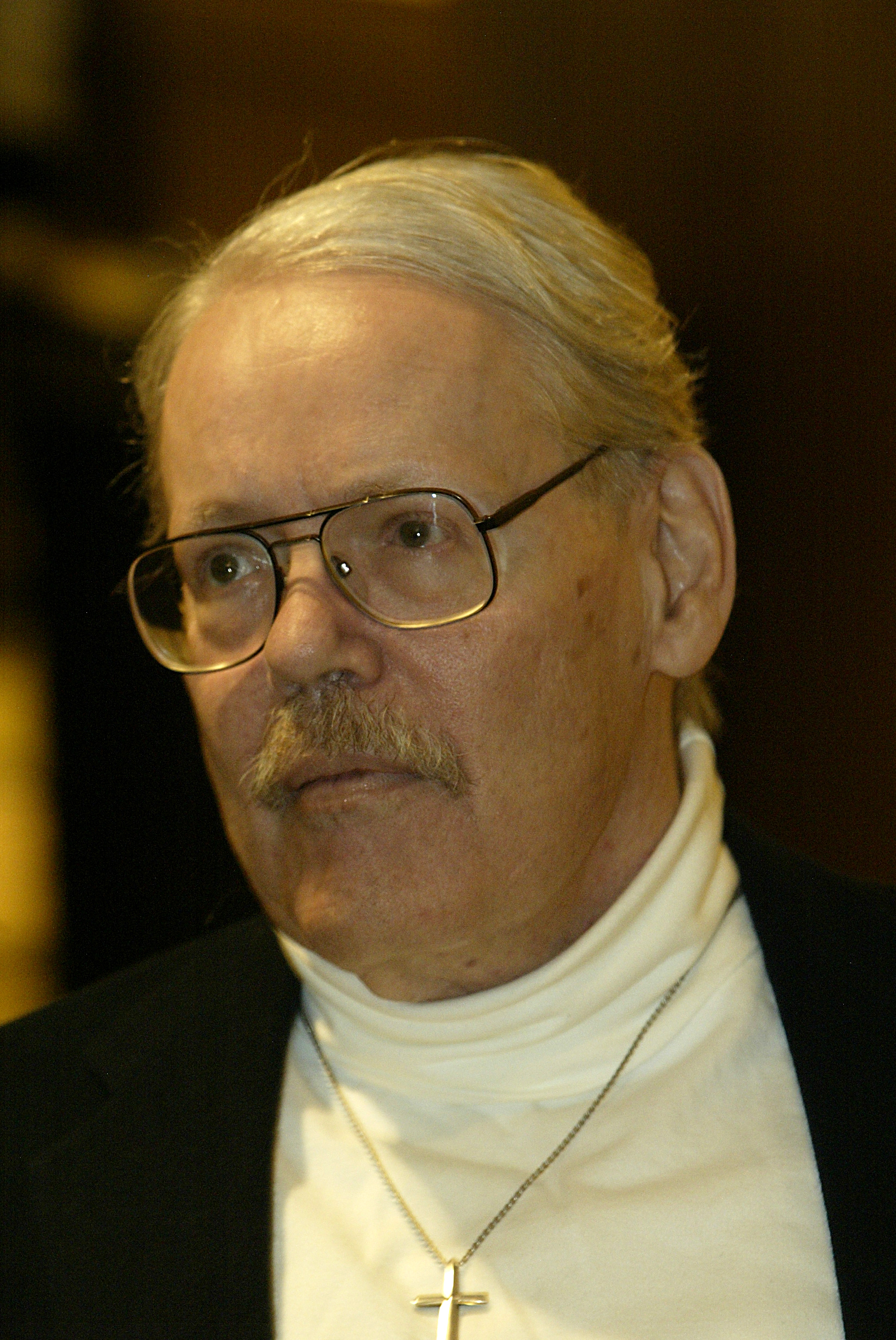
Robert W. Allington, 2005
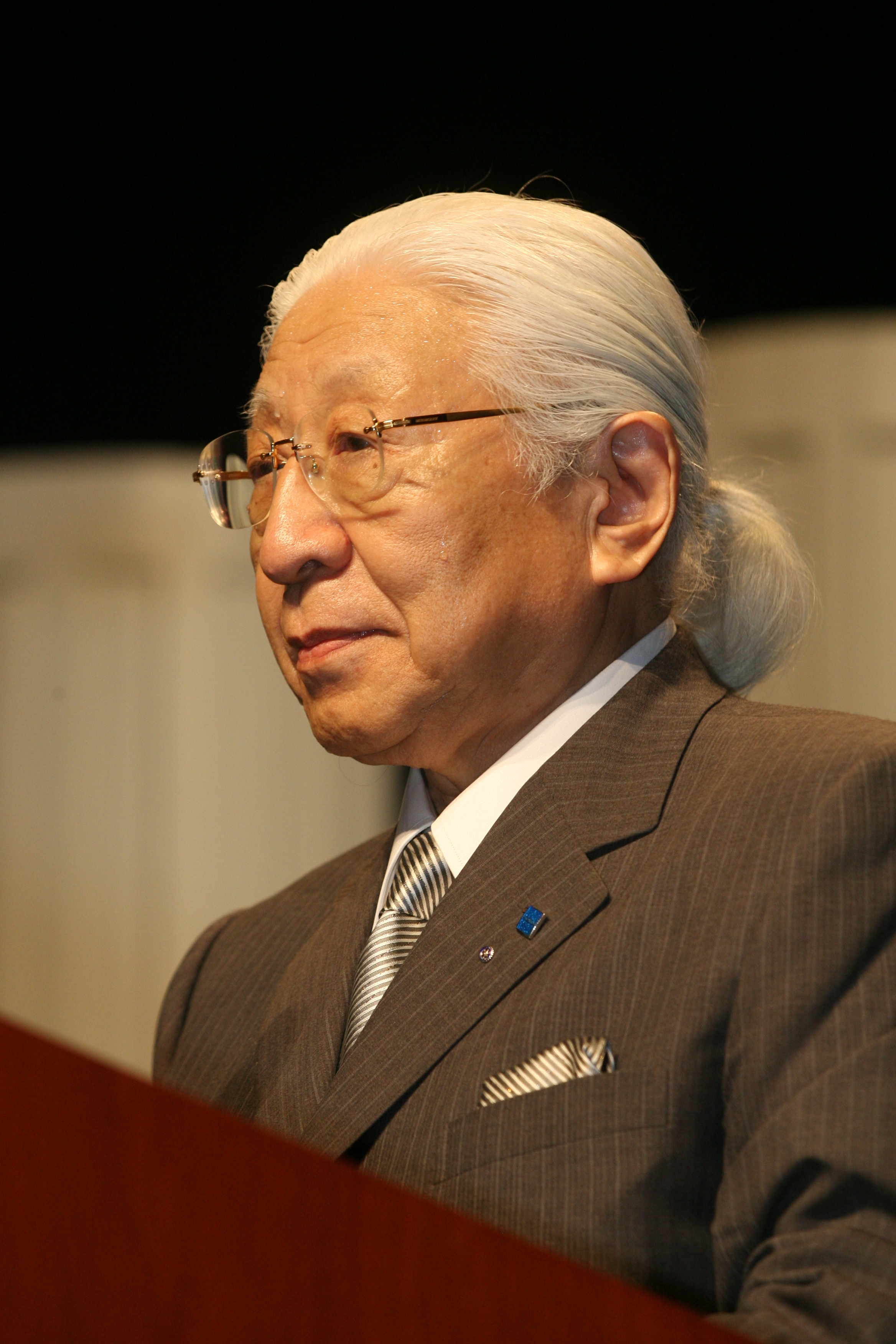
Masao Horiba, 2006
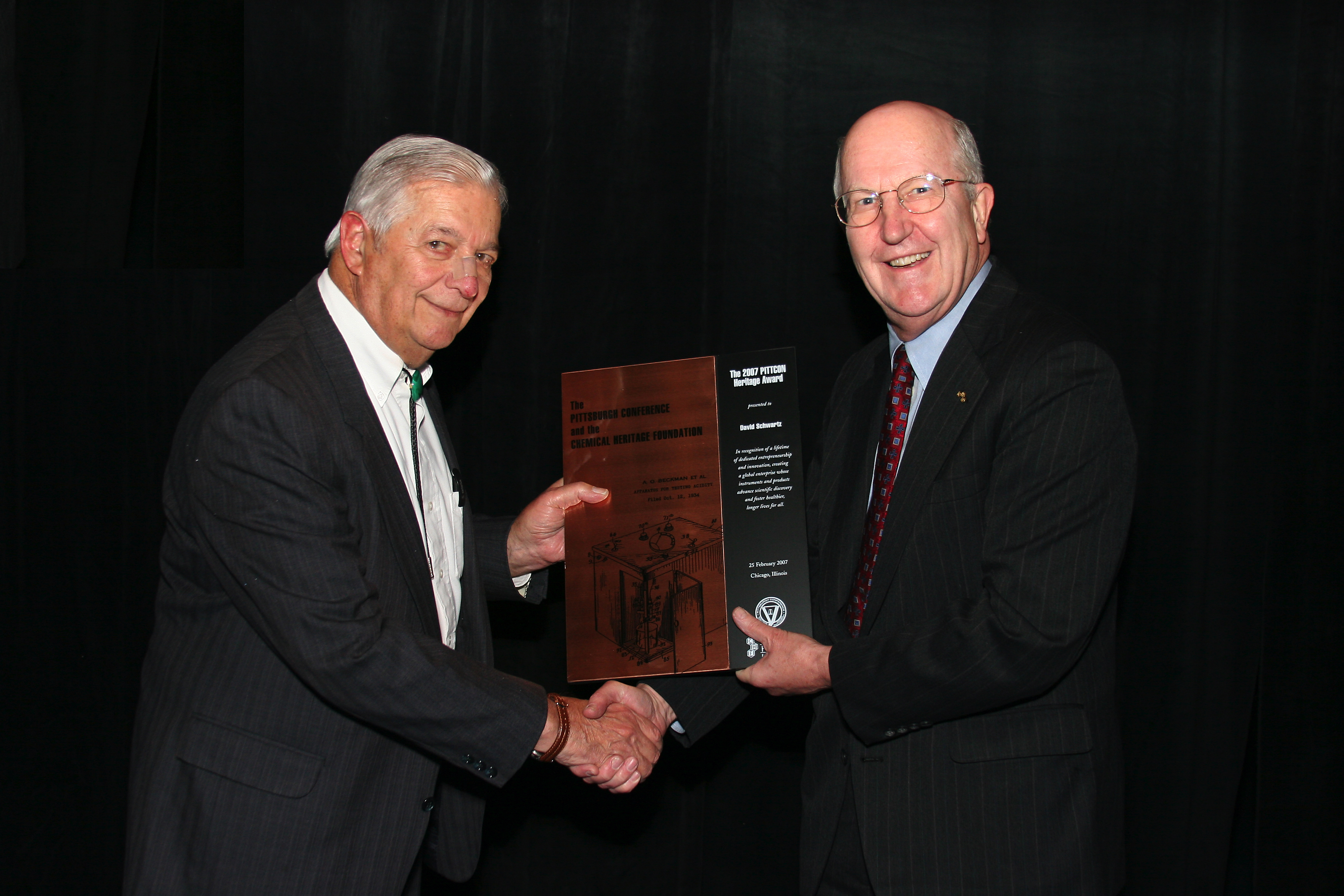
David Schwartz (à esquerda) recebendo o prêmio de Arnold Thackray (à direita), 2007
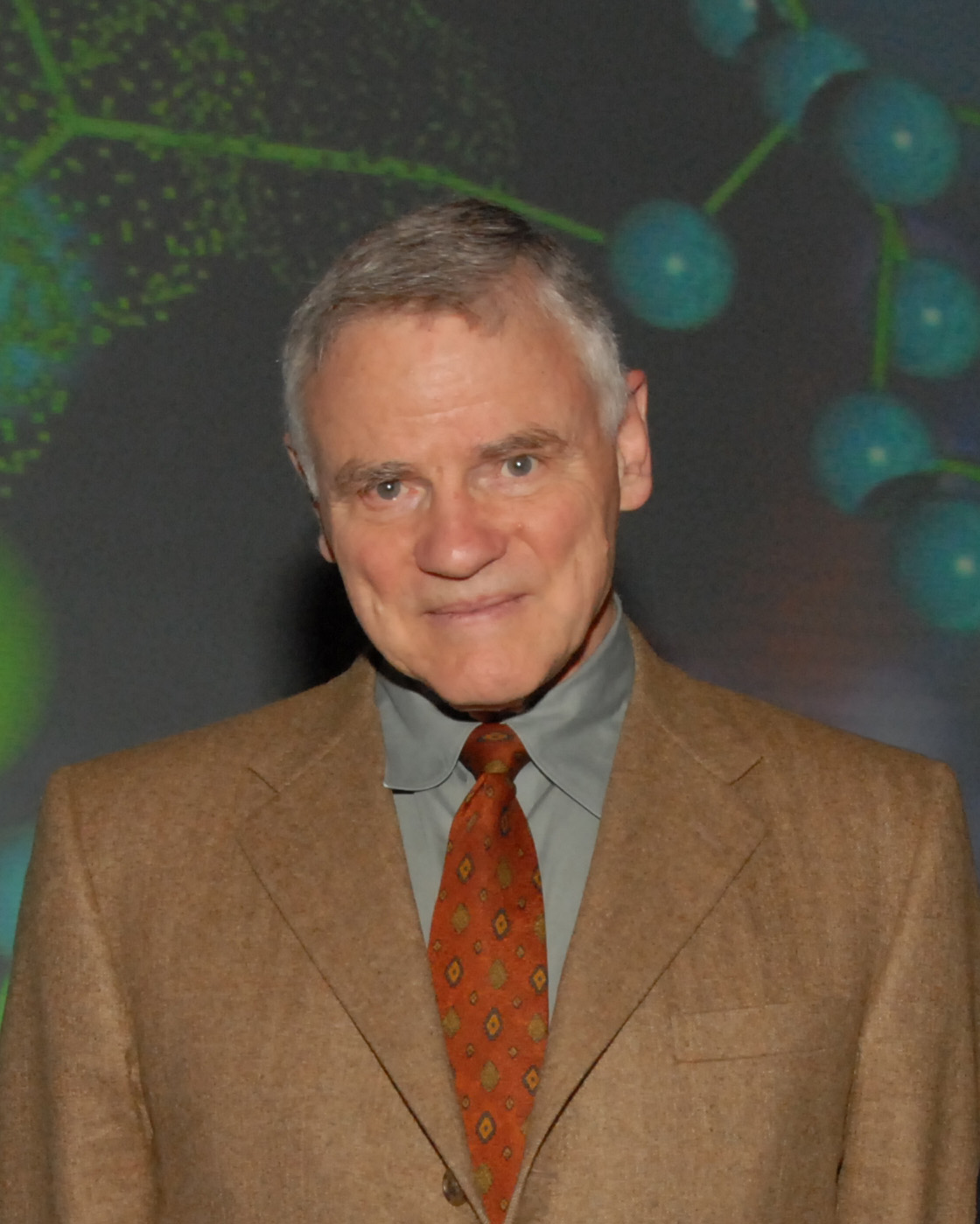
Leroy Hood, 2008
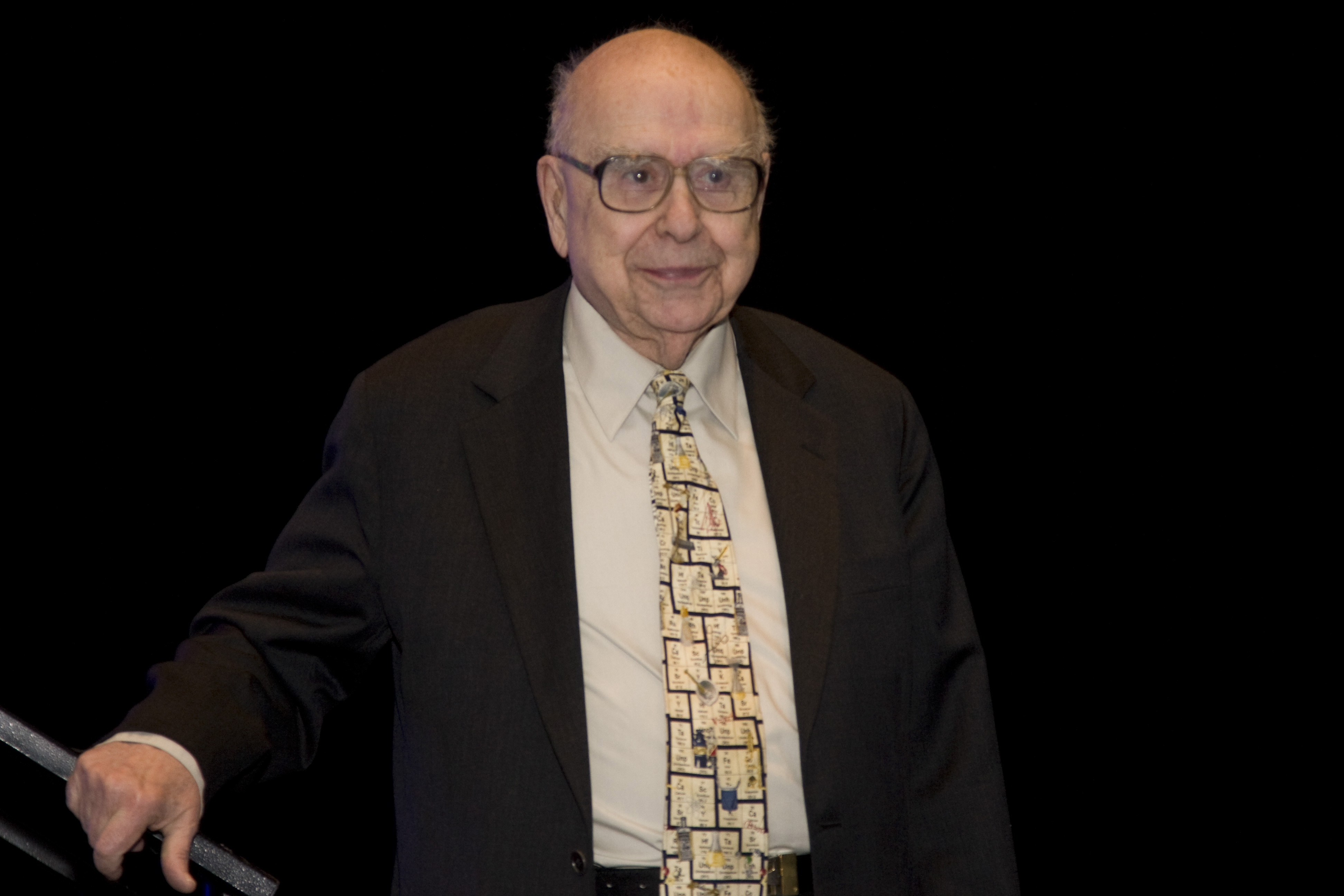
Alfred R. Bader, 2009
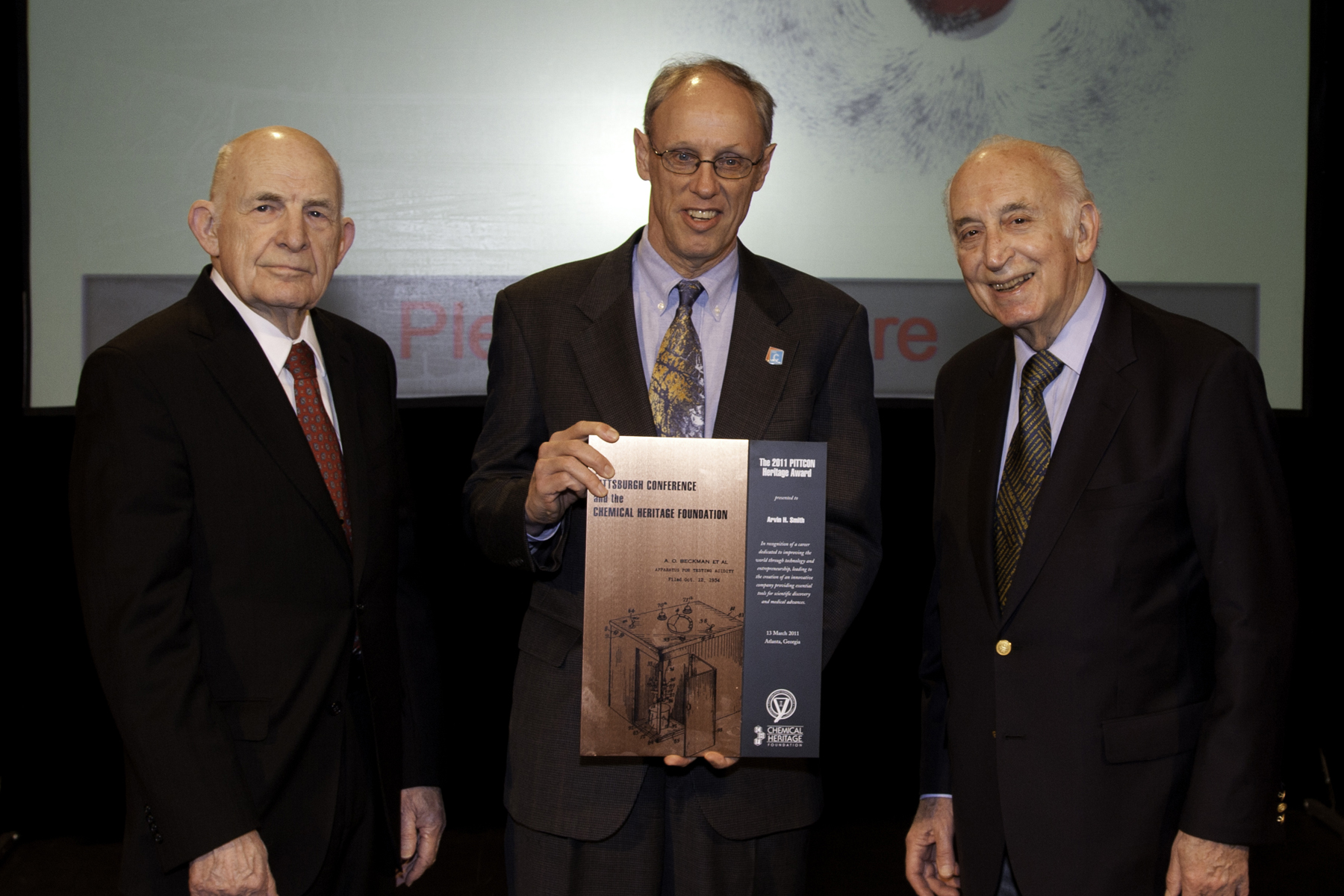
Arvin Smith (à esquerda), George Hatsopoulos (à direita), recebendo o prêmio de Tom Tritton (centro), 2011
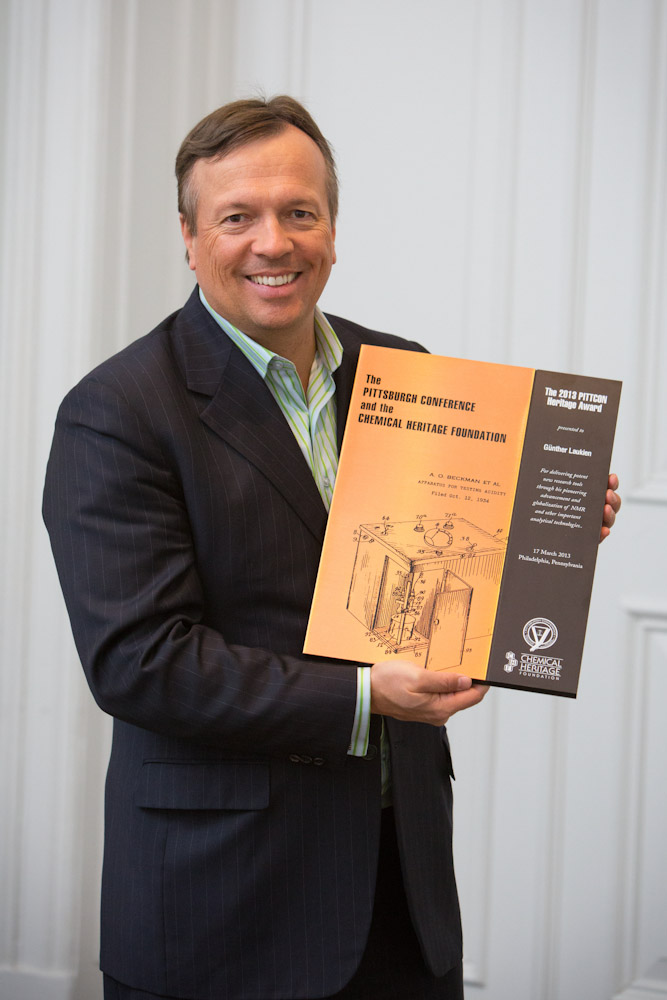
Frank Laukien, 2013
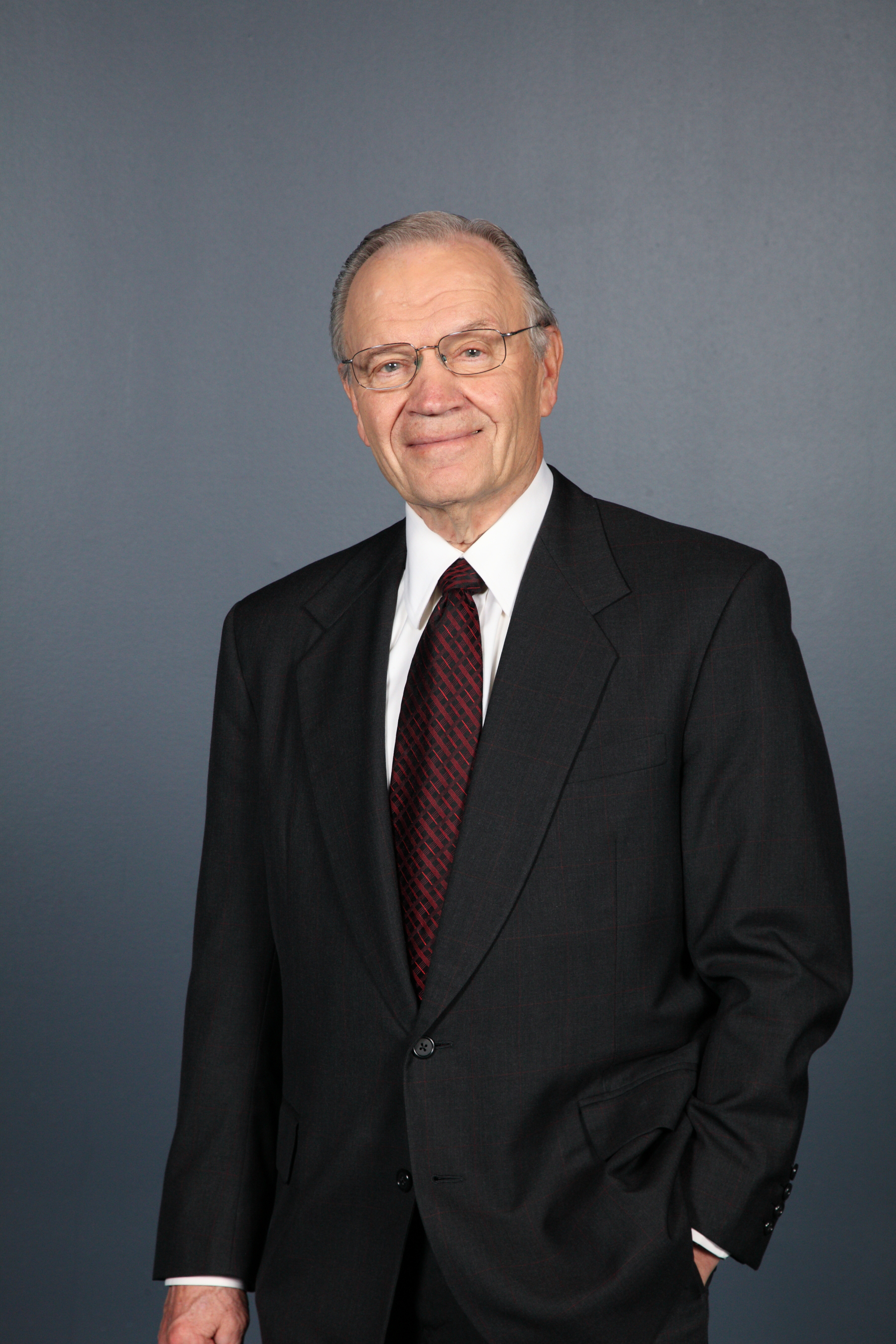
Lynwood W. Swanson, 2014
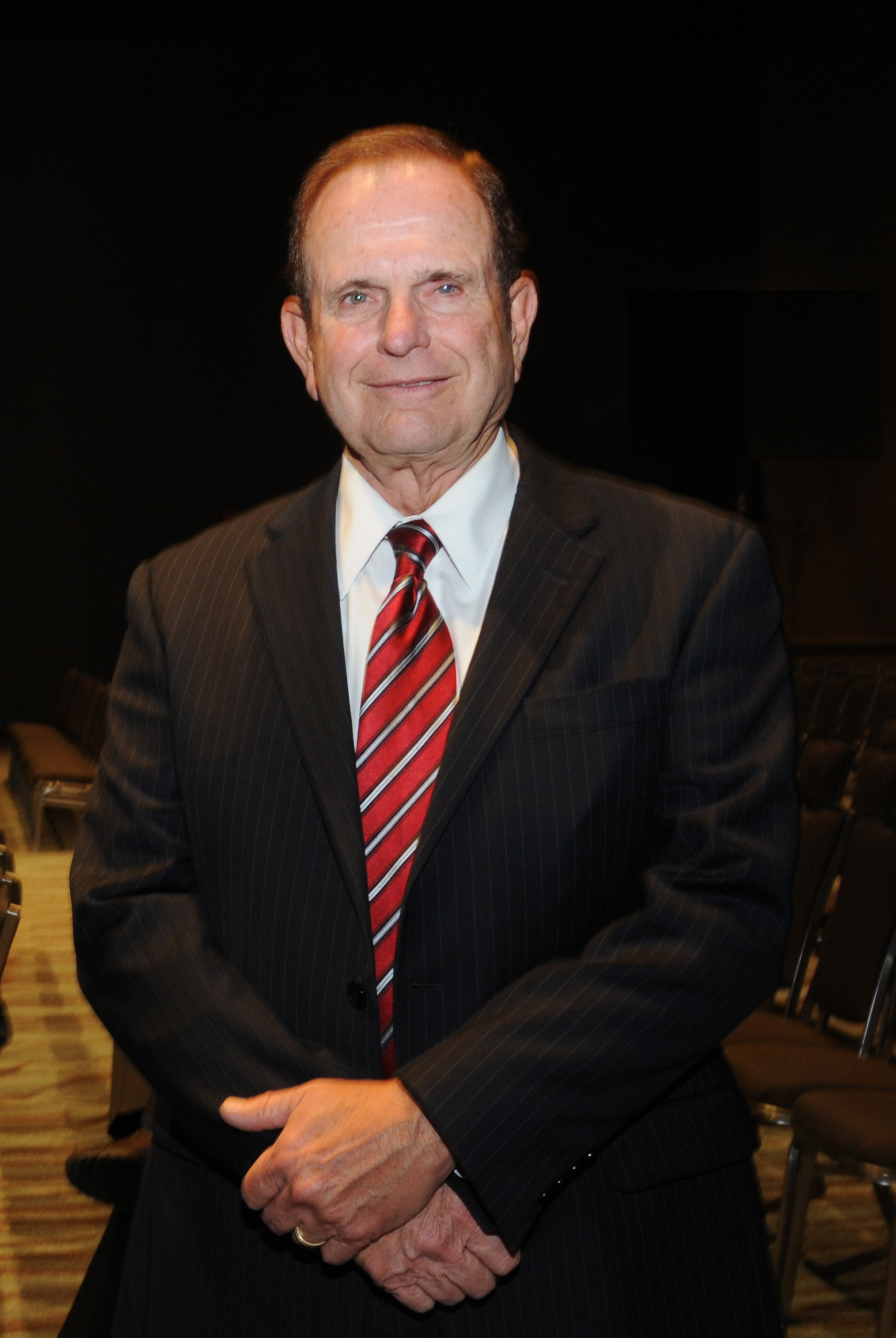
A. Blaine Bowman, 2015